# Kanton Monein
Der Kanton Monein war von 1790 bis 2015 ein französischer Wahlkreis im Arrondissement Oloron-Sainte-Marie im Département Pyrénées-Atlantiques und in der Region Aquitanien; sein Hauptort war Monein. Er war 168,99 km² groß und hatte im Jahr 2006 8.338 Einwohner. 

## Gemeinden
Der Kanton bestand aus acht Gemeinden:
| Gemeinde      | Einwohner Jahr | Fläche km² | Bevölkerungsdichte | Postleitzahl | Code INSEE |
| ------------- | -------------- | ---------- | ------------------ | ------------ | ---------- |
| Abos          | 527 (2013)     | –          | – Einw./km²        | 64360        | 64005      |
| Cuqueron      | 188 (2013)     | –          | – Einw./km²        | 64360        | 64197      |
| Lahourcade    | 703 (2013)     | –          | – Einw./km²        | 64150        | 64306      |
| Lucq-de-Béarn | 970 (2013)     | –          | – Einw./km²        | 64360        | 64359      |
| Monein        | 4508 (2013)    | –          | – Einw./km²        | 64360        | 64393      |
| Parbayse      | 275 (2013)     | –          | – Einw./km²        | 64360        | 64442      |
| Pardies       | 872 (2013)     | –          | – Einw./km²        | 64150        | 64443      |
| Tarsacq       | 493 (2013)     | –          | – Einw./km²        | 64360        | 64535      |

## Bevölkerungsentwicklung
| 1962  | 1968  | 1975  | 1982  | 1990  | 1999  | 2006  | 2011  |
| ----- | ----- | ----- | ----- | ----- | ----- | ----- | ----- |
| 7 110 | 7 654 | 7 689 | 7 734 | 7 954 | 8 207 | 8 338 | 8 516 |